# Jason Wilnis
Jason Wilnis (ur. 10 grudnia 1990 w Utrechcie) – holenderski kickbokser surinamskiego pochodzenia, mistrz It’s Showtime z 2012 oraz mistrz świata Glory w wadze średniej z 2016. Od 2021 roku zawodnik MMA.

## Kariera w kickboxingu

### Wczesna kariera i mistrzostwo It's Showtime
Od 17 roku życia wraz z bratem Jahfarrem trenuje kickboxing. W 2009 zadebiutował w organizacji K-1. 10 listopada 2012 został mistrzem It’s Showtime w wadze średniej, wygrywając przez techniczny nokaut po niskich kopnięciach z Alexem Pereirą.

### Glory
W grudniu 2012, związał się z Glory, pokonując Toshio Matsumoto na punkty. W 2013 i 2014 odpadał z turniejów Glory, ulegając Artiomowi Lewinowi oraz Sahakiowi Parparjanowi – w obu przypadkach na punkty. 3 kwietnia 2015 w finale turnieju Glory przegrał z Simonem Marcusem niejednogłośną decyzją sędziów.
Po pokonaniu w 2016 Filipa Verlindena i Joe Schillinga, otrzymał szansę walki o tytuł mistrza świata Glory. Walka odbyła się 9 września 2016 na gali Glory 33 w New Jersey. Nieoczekiwanie Wilnis pokonał w rewanżu przez TKO obrońcę tytułu Simona Marcusa i został nowym mistrzem wagi średniej.
20 stycznia 2017 na Glory 37 obronił tytuł, pokonując jednogłośnie na punkty Nowozelandczyka Israela Adesanye. 29 kwietnia 2017 na Glory 40 przegrał w rewanżu z Simonem Marcusem niejednogłośnie na punkty i stracił tytuł.
30 września 2017 przegrał przed czasem wskutek rozcięcia z Tunezyjczykiem Yousri Belgarouim, natomiast 10 sierpnia 2018 uległ na punkty ponownie Simonowi Marcusowi w walce o miano pretendenta do walki o pas.
Następnie zmierzył się z Alexem Pereirą w Glory 65 o tytuł mistrza wagi średniej Glory. Został znokautowany latającym kolanem, który został później nazwany przez Combat Press jako „nokaut roku 2019”.
Na Glory 70: Lyon doszło do jego walki z Donovanem Wisse. Przegrał walkę jednogłośną decyzją.

## Kariera MMA

### LFL
W lipcu 2021 roku przeszedł do trenowania mieszanych sztuk walki po podpisaniu umowy z holenderską organizacją Levels Fight League. W swoim debiucie zmierzył się z Erhanem Okuroglu na gali Levels Fight League 2, która odbyła się 26 lipca 2021 w Amsterdamie. Zwyciężył przez techniczny nokaut w pierwszej rundzie.
13 marca 2022 w drugiej walce w MMA zmierzył się z Davidem Casalem Moldesem na gali Levels Fight League 4. Wygrał przez jednogłośną decyzję sędziowską po trzech rundach.

### KSW i Powrót do LFL
28 kwietnia 2022 polska organizacja KSW ogłosiła na swoich social mediach debiut Wilnisa, podczas gali KSW 70: Pudzian vs. Materla. Jego rywalem w okrągłej klatce został Radosław Paczuski. Starcie do którego doszło 28 maja w łódzkiej Atlas Arenie, odbyło się w kategorii średniej. Walka skończyła się w trzeciej rundzie przez TKO, po tym jak Holender doznał kontuzji palca.
2 października 2022 w powrocie dla holenderskiej federacji (LFL) przegrał jednogłośną decyzją sędziowską z Egipcjaninem, Ahmedem Sami.
W Co-Main Evencie gali Levels Fight League 8, która odbyła się 12 marca 2023 zmierzył się w konfrontacji z Joeyem Berkenboschem. Przegrał przez techniczny nokaut w drugiej rundzie.
11 stycznia 2024 ogłoszono, że zakończył współpracę z KSW i nie przedłużył kontraktu z organizacją. 

## Osiągnięcia

### Kickboxing
- 2012: mistrz It’s Showtime w wadze średniej[4]
- 2015: Glory Middleweight Contender Tournament – finalista turnieju wagi średniej
- 2016–2017: mistrz świata Glory w wadze średniej[8]

## Lista walk w MMA
| Wynik     | Bilans | Przeciwnik               | Rozstrzygnięcie                                 | Runda | Czas | Rozgrywki                   | Data       | Miejsce   | Uwagi         |
| --------- | ------ | ------------------------ | ----------------------------------------------- | ----- | ---- | --------------------------- | ---------- | --------- | ------------- |
| Przegrana | 2-3    | Joey Berkenbosch (4-2)   | TKO (ciosy łokciami z pozycji krucyfiksu)       | 2     | 3:38 | Levels Fight League 8       | 12.03.2023 | Amsterdam | Co-Main Event |
| Przegrana | 2-2    | Ahmed Sami (7-2. 1NC)    | Decyzja (jednogłośna)                           | 3     | 5:00 | Levels Fight League 6       | 02.10.2022 | Amsterdam | Co-Main Event |
| Przegrana | 2-1    | Radosław Paczuski (3-0)  | TKO (przerwanie przez lekarza – kontuzja palca) | 3     | 1:46 | KSW 70: Pudzian vs. Materla | 28.05.2022 | Łódź      |               |
| Wygrana   | 2-0    | David Casal Moldes (0-0) | Decyzja (jednogłośna)                           | 3     | 5:00 | Levels Fight League 4       | 13.03.2022 | Amsterdam |               |
| Wygrana   | 1-0    | Erhan Okuroglu (1-1)     | TKO (ciosy)                                     | 1     | 4:08 | Levels Fight League 2       | 26.07.2021 | Amsterdam | Debiut w MMA  |